# 25417 Coquillette
25417 Coquillette este o planetă minoră (asteroid), cu un diametru de 2,544 km, din centura de asteroizi. A fost descoperită pe 4 noiembrie 1999 la Experimental Test Site⁠(d) de Lincoln Near-Earth Asteroid Research. 
Obiectul prezintă o orbită caracterizată de o semiaxă mare de 2,2426076 UAi, o excentricitate de 0,07, o înclinație de 5,16272 ° în raport cu ecliptica.